# Irina Dienieżkina
Irina Dienieżkina (ros. Ирина Денежкина; ur. 31 października 1981 w Jekaterynburgu) – rosyjska dziennikarka i pisarka.
Zadebiutowała zbiorem opowiadań Daj mi. W Europie Zachodniej książka ta stała się jednym z najczęściej tłumaczonych dzieł współczesnej prozy rosyjskiej. Ukazała się również w przekładzie polskim.
Książka została nominowana do nagrody Nacjonalnyj Bestseller 2002.
Studiowała dziennikarstwo na uczelni w Jekaterynburgu.

## Twórczość
- Дай Мне, Limbus Press, Sankt Petersburg 2003, ISBN 5-8370-0075-5
  - Daj mi!, 2004
  - Give me: songs for lovers, Simon & Schuster, New York 2005, ISBN 978-0-7432-5462-5
  - Komm, tłum. Olga Radieckaja, S. Fischer, Frankfurt am Main 2003, ISBN 3-10-043100-6
  - Dej mi!, tłum. Barbora Gregorová, Ikar, Bratislava 2005, ISBN 80-551-1015-8